# جان سيلو
جان سيلو (بالإنجليزية: Jan Sillo)‏ (28 نوفمبر 1976 في جنوب أفريقيا - 11 أغسطس 2009 في جنوب أفريقيا) هو لاعب كرة قدم جنوب أفريقي في مركز الدفاع. لعب مع نادي أمازولو وBloemfontein Young Tigers ‏.

## وصلات خارجية
- جان سيلو على موقع قاعدة بيانات كرة القدم.إي يو (الإنجليزية)